# Булаховский, Леонид Арсеньевич
Леони́д Арсе́ньевич Булахо́вский (урождённый Лейзер Аронович Булаховский; 2 [14] апреля 1888, Харьков — 4 апреля 1961, Киев) — украинский и советский лингвист, профессор Пермского (1917—1921), Харьковского, Киевского (1944—1947) университетов, академик АН УССР (1939), член-корреспондент АН СССР (1946), директор института языкознания им. А. А. Потебни АН УССР (1944—1961). Заслуженный деятель науки УССР (1941). Лауреат Ленинской премии (1959). Автор около 360 научных трудов по истории русского и украинского языков, славянской акцентологии. Писал на русском и украинском языках.

## Биография

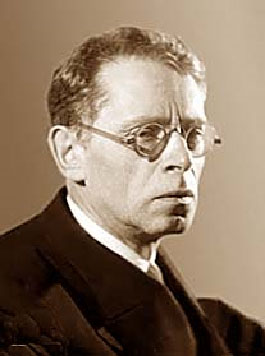
Л. А. Булаховский в период работы в Перми

Родился в небогатой еврейской семье мастера-механика. В 1906 году. окончил 3-ю харьковскую гимназию с золотой медалью, в том же году поступил на славяно-русское отделение историко-филологического факультета Харьковского университета, которое окончил с золотой медалью в 1910 году.
С 1916 года — приват-доцент Харьковского университета, с 1917 года работает в должности экстраординарного профессора историко-филологического факультета Пермского университета. Возглавлял предметную комиссию (кафедру) методики и методологии языка
В 1921 году возвращается для научной и педагогической деятельности в Харьковский университет. С 1921 года — профессор Харьковского университете (ИНО), с 1943 года — Московского университета. Во время работы в Харькове одновременно преподавал русский язык на рабфаке Технологического института, был профессором и зав. кафедрой языкознания Всеукраинского заочного института народного образования (позднее — Всеукраинский институт повышения квалификации педагогов).
Во время эвакуации в Уфу (1942—1944) был заместителем директора Института языка и литературы АН УССР. В 1943 году временно преподавал лингвистические дисциплины в Московском университете. С 1944 года — директор Института языкознания им. А. А. Потебни АН УССР (1944—1961), в 1946—1960 годах одновременно заведовал кафедрой славянской филологии Киевского университета.
Автор популярного учебника «Введение в языкознание» (1953). Внёс вклад в реконструкцию славянской акцентной системы и описание акцентных систем ряда славянских языков, подготовив почву для последующих исследователей (В. М. Иллич-Свитыч, В. А. Дыбо, А. А. Зализняк и др.), в работах которых была воссоздана цельная картина эволюции славянского ударения. Изучал также историю украинского языка и, наряду с В. В. Виноградовым, эволюцию лексики и грамматики русского языка на протяжении XIX в.
Скончался 4 апреля 1961 года. Похоронен на Байковом кладбище Киева.
В честь Леонида Булаховского в Киеве названа улица. В доме, где с 1944 по 1961 год (Киев, улица М. Коцюбинского, 9) жил учёный, 18 сентября 1971 года открыта мемориальная доска.

## Награды
- Орден Ленина (1953)[10]
- Орден Трудового Красного Знамени (23 января 1948)
- Орден Трудового Красного Знамени (2 октября 1944) — за выдающиеся заслуги в области развития советской науки, культуры и техники,за воспитание высококвалифицированных кадров научных работников, в связи с 25-летием со основания Академии Наук УССР

## Основные работы
- Булаховский Л. А. Введение в языкознание: Часть 1, 2 / Л. А. Булаховский, А. С. Чикобава. — М.: Учпедгиз, 1952—1953. — 75 000 экз. (в пер.) (2-е изд. — М.: Учпедгиз, 1954)

### по акцентологии
- Исторический комментарий к русскому литературному языку, 1936.
- Акцентологический комментарий к польскому языку, 1950.
- Акцентологический комментарий к чешскому языку, 1953–1956.
- Болгарский язык как источник для реконструкции древнейшей славянской акцентологической системы, 1958.
- Акцентологическая проблематика вопроса о славяно-балтийском языковом единстве, 1959.

### по русскому языку
- Булаховский Л. А. Русский литературный язык первой половины XIX века. — М.: Учпедгиз, 1934. — 468 с. — 50 000 экз. (в пер.)
- Русский литературный язык первой половины XIX в., т. 1, 1941; т. 2, 1948.
- Курс русского литературного языка, т. 1—2, 1952—1953.